# Fernanda da Silva
Fernanda Franca da Silva, née le 25 septembre 1989 à São Bernardo do Campo au Brésil, est une handballeuse internationale brésilienne. Elle évolue en équipe nationale brésilienne depuis 2011, groupe avec lequel elle a décroché le titre de championne du monde en 2013.

## Biographie
À l'été 2016, elle rejoint le club allemand du SG BBM Bietigheim. Après avoir connu différents clubs professionnels, elle signe, en juin 2020, en faveur de l'entente Côte Basque Handball, promue en Nationale 1 pour la saison 2020-2021.

## Palmarès

### En club
Compétitions internationales
- vainqueur de la Ligue des champions (C1) en 2016 (avec CSM Bucarest sans participer à la finale)
- vainqueur de la coupe des vainqueurs de coupe (C2) en 2013 (avec Hypo Niederösterreich)
- finaliste de la coupe de l'EHF (C3) en 2017 (avec SG BBM Bietigheim)

Compétitions nationales
- vainqueur du championnat du Brésil en 2007, 2008, 2009 et 2010
- vainqueur du Championnat d'Allemagne en 2017
- vainqueur du Championnat de Roumanie en 2015 et 2016
- vainqueur du Championnat d'Autriche en 2012, 2013 et 2014
- vainqueur de la Coupe d'Autriche en 2012, 2013 et 2014

### En sélection
Jeux olympiques
- 6e place aux Jeux olympiques de 2012
- 5e place aux Jeux olympiques de 2016

Championnats du monde
- 15e place au Championnat du monde 2009
- 5e place au Championnat du monde 2011
- vainqueur du Championnat du monde 2013
- 10e place au Championnat du monde 2015

Jeux panaméricains
- vainqueur des Jeux panaméricains de 2011
- vainqueur des Jeux panaméricains de 2015

Championnats panaméricains
- Finaliste du Championnat panaméricain 2009
- vainqueur du Championnat panaméricain 2011
- vainqueur du Championnat panaméricain 2013

### Distinctions individuelles
- Élue meilleure ailière gauche du Championnat panaméricain 2009
- Meilleure buteuse du Championnat panaméricain 2013